# Uchino Takashi
Takashi Uchino (内野 貴志, sinh ngày 15 tháng 2 năm 1988) là một cầu thủ bóng đá người Nhật Bản.

## Thống kê câu lạc bộ
Cập nhật đến ngày 23 tháng 2 năm 2018.
| Thành tích câu lạc bộ | Thành tích câu lạc bộ | Thành tích câu lạc bộ | Giải vô địch | Giải vô địch | Cúp                   | Cúp                   | Tổng cộng | Tổng cộng |
| Mùa giải              | Câu lạc bộ            | Giải vô địch          | Số trận      | Bàn thắng    | Số trận               | Bàn thắng             | Số trận   | Bàn thắng |
| Nhật Bản              | Nhật Bản              | Nhật Bản              | Giải vô địch | Giải vô địch | Cúp Hoàng đế Nhật Bản | Cúp Hoàng đế Nhật Bản | Tổng cộng | Tổng cộng |
| --------------------- | --------------------- | --------------------- | ------------ | ------------ | --------------------- | --------------------- | --------- | --------- |
| 2011                  | Kyoto Sanga FC        | J2 League             | 20           | 0            | 4                     | 0                     | 24        | 0         |
| 2012                  | Kyoto Sanga FC        | J2 League             | 3            | 0            | 0                     | 0                     | 3         | 0         |
| 2013                  | Kyoto Sanga FC        | J2 League             | 3            | 0            | 0                     | 0                     | 3         | 0         |
| 2014                  | Kyoto Sanga FC        | J2 League             | 8            | 1            | 1                     | 0                     | 9         | 1         |
| 2015                  | Nagano Parceiro       | J3 League             | 33           | 1            | 2                     | 0                     | 35        | 1         |
| 2016                  | Nagano Parceiro       | J3 League             | 19           | 2            | 0                     | 0                     | 19        | 2         |
| 2017                  | Nagano Parceiro       | J3 League             | 10           | 0            | 3                     | 2                     | 13        | 2         |
| Tổng                  | Tổng                  | Tổng                  | 96           | 4            | 10                    | 2                     | 106       | 6         |